# Kawhi Leonard
Kawhi Anthony Leonard (/kəˈwaɪ/, 1991. június 29. –) amerikai kosárlabdázó, aki a Los Angeles Clippers játékosa a National Basketball Association-ben (NBA). Egyetemen két évet játszott a San Diego State Aztecs csapatában és beválasztották a Consensus All-American Második csapatba másodévesként. A 2011-es NBA-drafton 15. helyen választotta az Indiana Pacers, majd aznap este a San Antonio Spurs-be küldték.
2014-ben NBA-bajnok lett a Spursszel és a döntő legértékesebb játékosának választották. Hét szezon után hagyta el a csapatot, mikor 2018-ban a Toronto Raptors-ba küldték DeMar DeRozanért cserébe. A kanadai csapatot hozzásegítette első bajnoki címéhez 2019-ben, amely döntőben ismét MVP-nek választották. 2019 júliusában a Los Angeles Clippers-zel írt alá.
Hatszoros All Star és kétszer is beválasztották az All-NBA Első csapatba. Hatszor volt a legjobb védekező csapat tagja és kétszer volt az NBA legjobb védekező játékosa (2015, 2016). Becenevei Claw vagy Klaw.

## Pályafutása

### Középiskola
Leonard középiskolai tanulmányai első két évét a kaliforniai Canyo Springs High Schoolban végezte, míg utolsó két évét a Martin Luther King High Schoolban töltötte. Utolsó évében csapattársa, a később szintén az NBA-ben szereplő Tony Snell vezérletével 30–3-as győzelmi mutatót sikerült elérnie a King High Wolves csapatával. Ebben az évben 22,6 pontot, 13,1 lepattanót, 3,9 gólpasszt és 3 blokkot átlagolt, begyűjtötte a California Mr. Basketball címet is.
Középiskola végén négycsillagos tehetségnek számított. Posztján korosztályának 8., míg országszerte 48. legjobb játékosnak tartották.

### Egyetemi karrierje

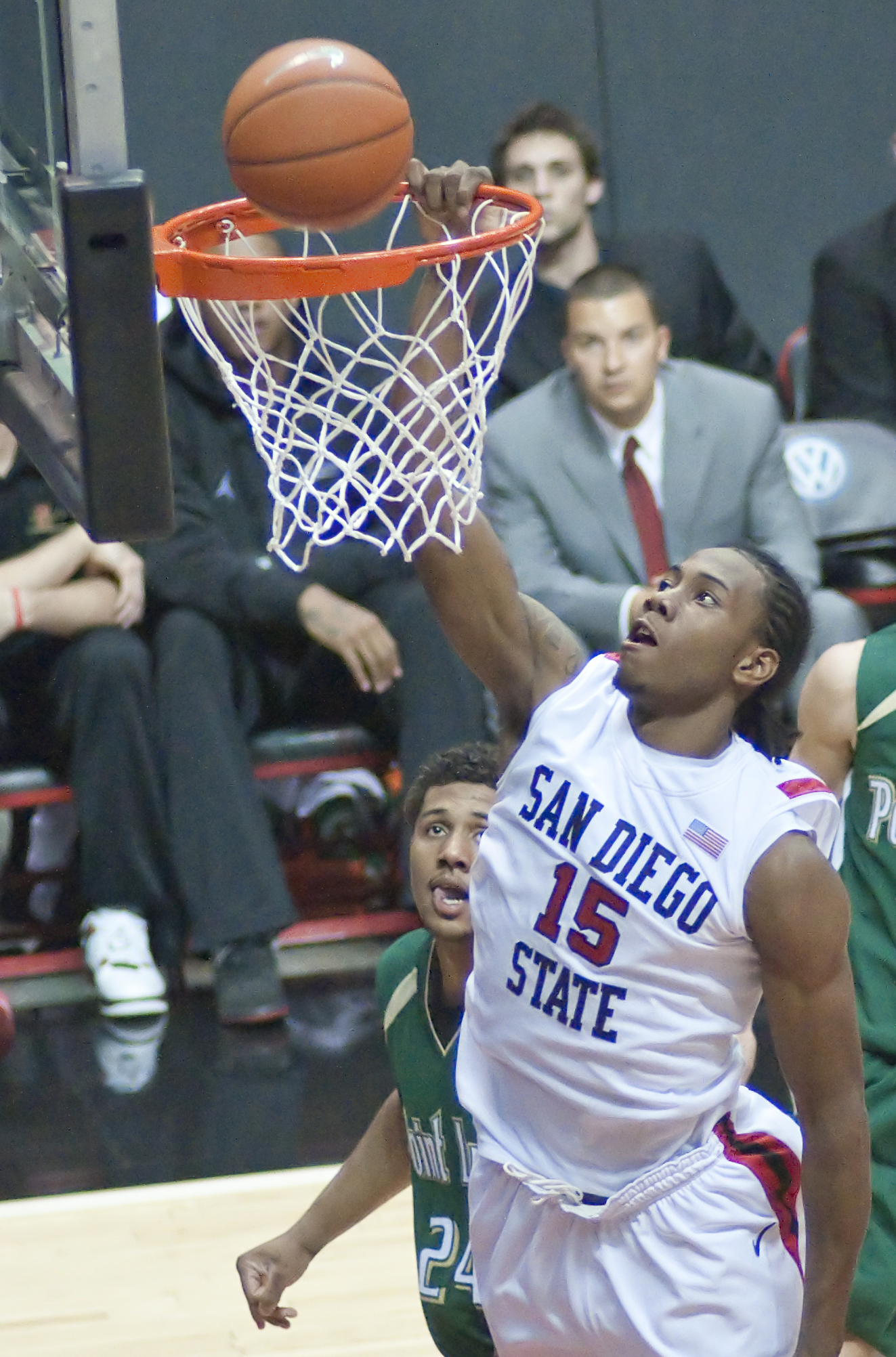
Leonard a San Diego State csapatában 2009-ben

Leonard a San Diegó-i Állami Egyetem kosárlabdacsapatában játszott két évig, ahol elsőévesként 12,7 pontot és 9,9 lepattanót átlagolt. Csapatát 25–9-es győzelmi mutatóhoz segítette, amivel megnyerték a Mountain West főcsoportot, azonban a híres March Madness első fordulójában kiestek. Ő lett főcsoportjának legjobb elsőévese, valamint bekerült az első ötösébe is.
Másodévesként 15,7 pontot valamint 10,4 lepattanót átlagolt, és csapatával 34–3-as mutatót elérve megvédték főcsoportcímüket. Ebben az évben bejutottak az ország legjobb tizenhat csapata közé, ahol a későbbi bajnok Connecticuti Egyetem búcsúztatta őket. Leonard bekerült országos szinten a szezon második legjobb ötösébe, majd jelentkezett a 2011-es NBA-draftra.
2020. február 1-én a San Diegó-i Állami Egyetem egyetem visszavonultatta Leonard 15-ös mezszámát.

## Statisztika
A Basketball Reference adatai alapján.

### NBA

#### Alapszakasz
| Év         | Csapat               | JM  | KM  | JP/M | MG%  | 3P%  | BD%  | L/M | GP/M | S/M | B/M | P/M  |
| ---------- | -------------------- | --- | --- | ---- | ---- | ---- | ---- | --- | ---- | --- | --- | ---- |
| 2011–2012  | San Antonio Spurs    | 64  | 39  | 24.0 | .493 | .376 | .773 | 5.1 | 1.1  | 1.3 | .4  | 7.9  |
| 2012–2013  | San Antonio Spurs    | 58  | 57  | 31.2 | .494 | .374 | .825 | 6.0 | 1.6  | 1.7 | .6  | 11.9 |
| 2013-2014† | San Antonio Spurs    | 66  | 65  | 29.1 | .522 | .379 | .802 | 6.2 | 2.0  | 1.7 | .8  | 12.8 |
| 2015–2016  | San Antonio Spurs    | 72  | 72  | 33.1 | .506 | .443 | .874 | 6.8 | 2.6  | 1.8 | 1.0 | 21.2 |
| 2016–2017  | San Antonio Spurs    | 74  | 74  | 33.4 | .485 | .381 | .880 | 5.8 | 3.5  | 1.8 | .7  | 25.5 |
| 2017–2018  | San Antonio Spurs    | 9   | 9   | 23.3 | .468 | .314 | .816 | 4.7 | 2.3  | 2.0 | 1.0 | 16.2 |
| 2018-2019† | Toronto Raptors      | 60  | 60  | 34.0 | .496 | .371 | .854 | 7.3 | 3.3  | 1.8 | .4  | 26.6 |
| 2019–2020  | Los Angeles Clippers | 57  | 57  | 32.4 | .470 | .378 | .886 | 7.1 | 4.9  | 1.8 | .6  | 27.1 |
| 2020–2021  | Los Angeles Clippers | 52  | 52  | 34.1 | .512 | .398 | .885 | 6.5 | 5.2  | 1.6 | .4  | 24.8 |
| 2022–2023  | Los Angeles Clippers | 52  | 50  | 33.6 | .512 | .416 | .871 | 6.5 | 3.9  | 1.4 | .5  | 23.8 |
| 2023–2024  | Los Angeles Clippers | 68  | 68  | 34.3 | .525 | .417 | .885 | 6.1 | 3.6  | 1.6 | .9  | 23.7 |
| 2024–2025  | Los Angeles Clippers | 37  | 37  | 31.9 | .498 | .411 | .810 | 5.9 | 3.1  | 1.6 | .5  | 21.5 |
| Összesen   | Összesen             | 733 | 704 | 31.8 | .499 | .392 | .860 | 6.4 | 3.1  | 1.7 | .6  | 20.1 |
| All-Star   | All-Star             | 6   | 5   | 18.2 | .524 | .395 | –    | 5.2 | 3.3  | 1.0 | .2  | 13.8 |

#### Rájátszás
| Év       | Csapat               | JM  | KM  | JP/M | MG%  | 3P%  | BD%  | L/M | GP/M | S/M | B/M | P/M  |
| -------- | -------------------- | --- | --- | ---- | ---- | ---- | ---- | --- | ---- | --- | --- | ---- |
| 2012     | San Antonio Spurs    | 14  | 14  | 27.1 | .500 | .450 | .813 | 5.9 | .6   | 1.2 | .4  | 8.6  |
| 2013     | San Antonio Spurs    | 21  | 21  | 36.9 | .545 | .390 | .633 | 9.0 | 1.0  | 1.8 | .5  | 13.5 |
| 2014†    | San Antonio Spurs    | 23  | 23  | 32.0 | .510 | .419 | .736 | 6.7 | 1.7  | 1.7 | .6  | 14.3 |
| 2015     | San Antonio Spurs    | 7   | 7   | 35.7 | .477 | .423 | .771 | 7.4 | 2.6  | 1.1 | .6  | 20.3 |
| 2016     | San Antonio Spurs    | 10  | 10  | 33.9 | .500 | .436 | .824 | 6.3 | 2.8  | 2.6 | 1.4 | 22.5 |
| 2017     | San Antonio Spurs    | 12  | 12  | 35.8 | .525 | .455 | .931 | 7.8 | 4.6  | 1.7 | .5  | 27.7 |
| 2019†    | Toronto Raptors      | 24  | 24  | 39.1 | .490 | .379 | .884 | 9.1 | 3.9  | 1.7 | .7  | 30.5 |
| 2020     | Los Angeles Clippers | 13  | 13  | 39.3 | .489 | .329 | .862 | 9.3 | 5.5  | 2.3 | .8  | 28.2 |
| 2021     | Los Angeles Clippers | 11  | 11  | 39.3 | .573 | .393 | .880 | 7.7 | 4.4  | 2.1 | .8  | 30.4 |
| 2023     | Los Angeles Clippers | 2   | 2   | 40.0 | .545 | .600 | .882 | 6.5 | 6.0  | 2.0 | .5  | 34.5 |
| 2024     | Los Angeles Clippers | 2   | 2   | 29.7 | .458 | .000 | .667 | 8.0 | 2.0  | 2.0 | .5  | 12.0 |
| 2025     | Los Angeles Clippers | 7   | 7   | 37.9 | .537 | .405 | .778 | 7.6 | 4.7  | 1.1 | .7  | 25.0 |
| Összesen | Összesen             | 146 | 136 | 35.6 | .513 | .399 | .841 | 7.8 | 3.0  | 1.8 | .7  | 21.5 |

### Egyetem
| Év       | Csapat          | JM | KM | JP/M | MG%  | 3P%  | BD%  | L/M  | GP/M | S/M | B/M | P/M  |
| -------- | --------------- | -- | -- | ---- | ---- | ---- | ---- | ---- | ---- | --- | --- | ---- |
| 2009–10  | San Diego State | 34 | 33 | 31.3 | .455 | .205 | .726 | 9.9  | 1.9  | 1.4 | .7  | 12.7 |
| 2010–11  | San Diego State | 36 | 36 | 32.6 | .444 | .291 | .759 | 10.6 | 2.5  | 1.4 | .7  | 15.5 |
| Összesen | Összesen        | 70 | 69 | 31.9 | .449 | .250 | .744 | 10.2 | 2.2  | 1.4 | .7  | 14.1 |